# 八尾市立高美小学校
八尾市立高美小学校（やおしりつ たかみしょうがっこう）は、大阪府八尾市にある公立小学校。

## 沿革
- 1968年4月　八尾小学校より分離し、開校
- 1975年4月　高美南小学校を分離